# Jimmy Smith at the Organ, Volume 2
| Recensione | Giudizio |
| ---------- | -------- |
| AllMusic   | [ 2 ]    |

Jimmy Smith at the Organ, Volume 2 è un album discografico di Jimmy Smith (a nome The Incredible Jimmy Smith), pubblicato dalla casa discografica Blue Note Records nel luglio del 1958.

## Tracce

### LP
Lato A
1. Plum Nellie – 7:40 (Jimmy Smith) – Registrato il 12 febbraio 1957
2. Billie's Bounce – 8:22 (Charlie Parker) – Registrato il 12 febbraio 1957

Lato B
1. The Duel – 10:25 (Jimmy Smith) – Registrato il 13 febbraio 1957
2. Buns a Plenty – 6:57 (Jimmy Smith) – Registrato il 13 febbraio 1957

## Musicisti
Plum Nellie
- Jimmy Smith - organo
- Lou Donaldson - sassofono alto
- Eddie McFadden - chitarra
- Donald Bailey - batteria

Billie's Bounce
- Jimmy Smith - organo
- Lou Donaldson - sassofono alto
- Kenny Burrell - chitarra
- Art Blakey - batteria

The Duel
- Jimmy Smith - organo
- Art Blakey - batteria

Buns a Plenty
- Jimmy Smith - organo
- Eddie McFadden - chitarra
- Donald Bailey - batteria

Note aggiuntive
- Alfred Lion - produttore
- Rudy Van Gelder - ingegnere delle registrazioni
- Francis Wolff - foto copertina album originale
- Reid Miles - design copertina album originale
- Robert Levin - note retrocopertina album originale [3]